# Oboian
Oboian (en rus: Обоянь) és una ciutat de l'óblast de Kursk, a Rússia, que el 2017 tenia 13.413 habitants. És la seu administrativa del districte homònim.